# Pomério
Pomério (em latim: pomerium ou pomoerium; lit. "após o muro"), na Roma Antiga, era uma designação para a fronteira simbólica da cidade de Roma.